# Березовий гай (картина Куїнджі)
«Березовий гай» (рос. «Берёзовая роща») — картина українського художника грецького походження Архипа Куїнджі, написана 1879 року. Картина зберігається в Державній Третьяковській галереї (інв. номер — 882). Розмір картини — 97×181 см.

## Історія
Картина «Березовий гай» була вперше показана в 1879 році на 7-й виставці Товариства пересувних художніх виставок («передвижників»). І художники, і глядачі, які відвідали виставку, відзначили незвичайність картини, якій згодом судилося стати однією з найвідоміших картин Куїнджі.

## Опис
Картина написана художником в стилі романтичного пейзажу. Як і в інших картинах Куїнджі, значний ефект досягається незвичайними комбінаціями світла й кольору, різким контрастом сонця й тіні, який створює враження дуже яскравого сонячного освітлення. Верхню частину беріз не зображено, видно тільки стовбури й невеликі зелені гілки, які виділяються світло-зеленим кольором на тлі темно-зеленого лісу. Картина розділена на дві частини невеличким струмком.

## Інші картини
Куїнджі також написав ще кілька картин та ескізів під назвою «Березовий гай». Одна з картин, написана 1901 року, знаходиться в Національному художньому музеї Білорусі.